# Comando Forze Operative Sud
Il Comando Forze Operative Sud (COMFOP - SUD)  è uno dei comandi di vertice dell'Esercito Italiano, con funzioni e competenze nei settori operativo e territoriale.
L'organizzazione operativa è improntata su cinque brigate.
Al COMFOP - SUD fanno capo anche i Comandi Militari Esercito Puglia, Basilicata, Calabria e Sicilia.

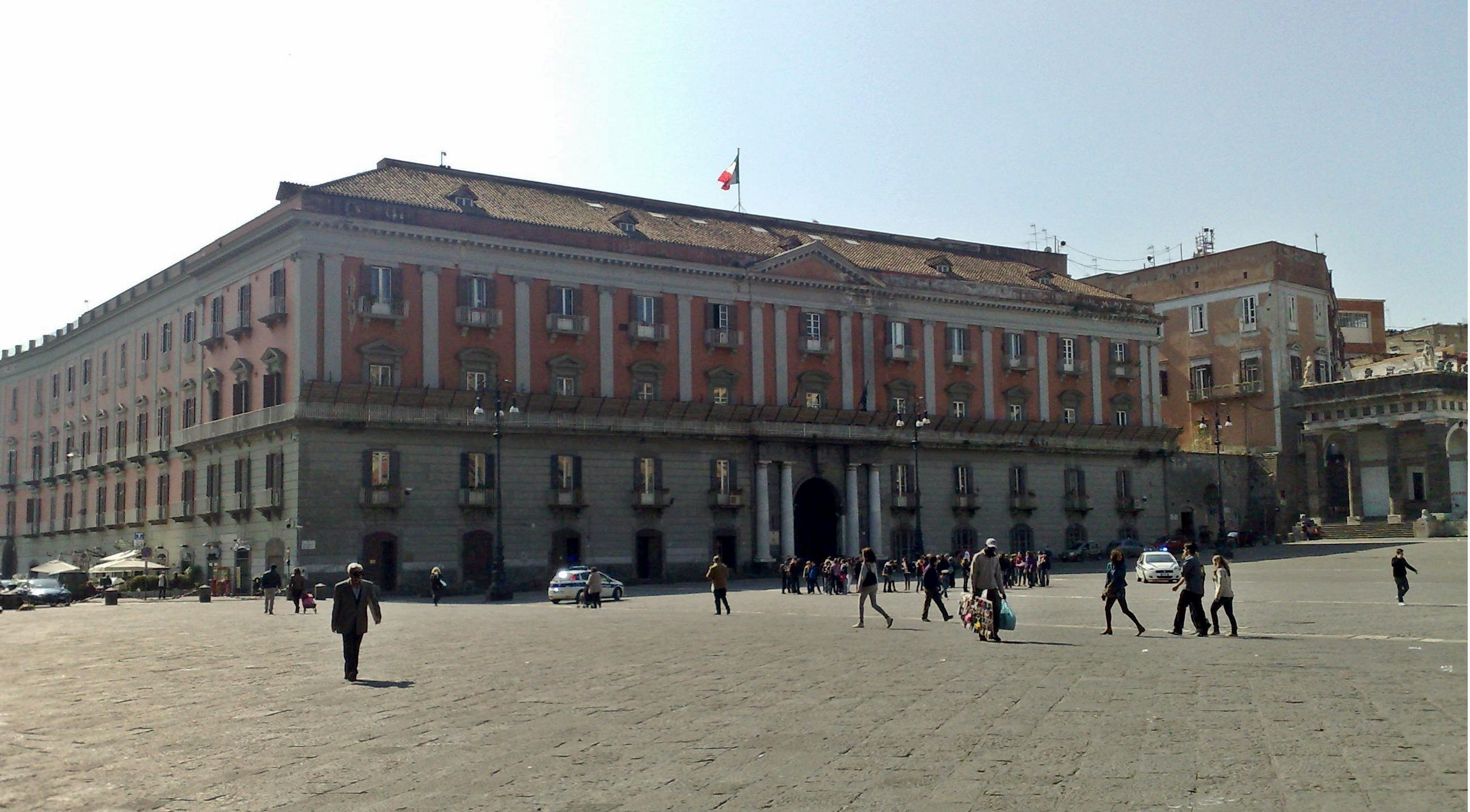
L'attuale sede a Palazzo Salerno di Napoli

## Storia
L’Esercito Italiano ha avuto ininterrottamente in Napoli, nella sede di Palazzo Salerno, un Alto Comando che, a partire dal 5 novembre del 1860, per motivi storici ed ordinativi ha cambiato denominazione mantenendo comunque inalterate le principali funzioni.
All’indomani del plebiscito che decretava l’unione delle Provincie meridionali al Regno d’Italia del 21 ottobre 1860 e qualche giorno dopo l’incontro del 26 ottobre 1860 a Teano (in realtà avvenuto per alcuni a Vairano, Taverna della Catena) tra Garibaldi ed il Re Vittorio Emanuele II, fu proprio il 5 novembre il giorno in cui il Generale Enrico Morozzo Della Rocca prendeva possesso di Palazzo Salerno a Napoli per stabilirvi il Comando Generale delle provincie napoletane. 
È in quel Comando che ha origini l’attuale Comando delle Forze Operative Sud che ha ancora sede in Palazzo Salerno.
A partire dal successivo 20 dicembre 1860 le provincie meridionali già borboniche vengono interessate alla prima chiamata di leva (25.887 arruolati). 
Dal 1º gennaio il Comando Generale delle Province Napoletane fu trasformato nel 6ª Gran Comando dell’Esercito Sardo con giurisdizione su tutto il territorio già Regno delle Due Sicilie. 
Da subito questo Comando fu interessato alla lotta contro il brigantaggio.
L’8 giugno 1862 all’interno del 6ª Gran Comando fu costituito il Comando per le Truppe Attive in funzione antibrigantaggio.
Il 24 giugno 1869 venne istituito il Gran Comando per la Bassa Italia e Napoli che fu successivamente rinominato Comando Generale del IIIº Corpo d’Esercito con la 9ª e la 10ª Divisione alle dipendenze.
Nel 1871 venne decretato un nuovo ordinamento territoriale dell’Esercito. Da Napoli vennero a dipendere le Divisioni di Napoli, di Bari e di Salerno. La Sicilia divenne militarmente autonoma con la costituzione del Comando Generale delle Truppe in Sicilia, nella sede di Palermo e con le Divisioni di Palermo e Messina.
Il 30 novembre 1873 la nuova legge di riordino della circoscrizione territoriale militare suddivise il territorio nazionale in 7 Comandi Generali,  articolati su Divisioni Militari Territoriali. A Napoli il 6º (Divisioni di Napoli, di Bari e di Salerno) e a Palermo il 7º. Il 22 marzo 1877 un decreto modificò la precedente legge del 1873 per istituire dieci Comandi di Corpo d’Armata articolati su venti Divisioni Militari territoriali.  A Napoli fu istituito, di conseguenza, l’8º Corpo d’Armata (il 9º a Bari ed il 10º a Palermo). Con provvedimento di legge dell’8 luglio 1883 i comandi di Corpo d’Armata furono elevati a 12 e venne costituito il Comando Militare dell’Isola di Sardegna. Il Corpo d’Armata di Napoli da 8º divenne 10º (9º a Bari e 12º a Palermo).
In vista della 1ª Guerra Mondiale nelle prime settimane del 1915 il 10º Corpo d’Armata fu mobilitato e combatté sul Carso, sugli Altipiani e sul Piave fino a Vittorio Veneto occupando il 3 novembre Trento e il 23 successivo Innsbruck.
Al termine della guerra il 7 gennaio 1923 la legge di riordino della struttura territoriale dell’Esercito il Corpo d’Armata di Napoli fu rinumerato come 8º con alle dipendenze la 23ª (Napoli), la 24ª (Salerno) e la 25ª (Catanzaro) Divisione Territoriale.
L’11 marzo 1926 i Corpi d’Armata furono elevati a undici e cambiarono numerazione: a Napoli il 10º Corpo d’Armata (25ª Divisione a Napoli, 26ª a Salerno e 27ª a Catanzaro). Il Corpo d’Armata di Palermo ridivenne Comando Militare della Sicilia.
Il 10º Corpo d’Armata fu mobilitato e schierato in Africa Settentrionale. Partecipò a tutti i cicli operativi. Nella Battaglia di El Alamein (ottobre novembre 1942) fu responsabile del settore più a sud del dispositivo italo-tedesco, con alle dipendenze le divisioni Brescia, Folgore, Pavia ed Ariete. Prese parte a quella grande battaglia difensiva sino al suo scioglimento avvenuto il 7 novembre 1942.
A Napoli a settembre del 1943 verrà costituito il Comando Forze Armate della Campania che il 15 luglio 1944, con lo spostamento del Governo del Comitato di liberazione da Salerno a Roma, fu denominato in Comando Militare della Campania.
Il 13 gennaio del 1945 fu costituito il 10º Comando Militare Territoriale (C.M.T.) che il 1 luglio 1957 cambiò denominazione in Comando regione Militare Meridionale  (C.R.M.M.) con giurisdizione su Campania, Puglia, Basilicata e Calabria (esclusa la provincia di Reggio C.)  e dal 1º aprile del 1983 anche sul Molise.
D
al 1º ottobre 1997 al 1º ottobre 1998, con l’attuazione del Nuovo Modello di Difesa, il C.R.M.M. viene scisso in 2 elementi: il Comando Regione Militare Sud, a Napoli con competenze territoriali, ed il 2º Comando Forze di Difesa, con competenze operative, a San Giorgio a Cremano. 
Nel 2007 il Comando Regione Militare Sud viene trasformato in Comando Logistico Sud.
Nel 2016 si ha la riunificazione delle funzioni operative, addestrative, territoriali e logistiche dei preesistenti 2º Comando forze Operative, Comando Logistico sud e Comando Forze di Difesa Interregionale Sud (COMFODIS, in vita negli anni 2015 -2016) nel Comando delle Forze Operative Sud (COMFOPSUD) che risulta, anche dal punto di vista storico, il più esteso e articolato dell’Esercito Italiano avendo:
- alle dipendenze la divisione Acqui e le brigate Granatieri di Sardegna, Aosta, Pinerolo, Sassari e Garibaldi;
- competenza territoriale ed infrastrutturale sulle regioni Lazio, Abruzzi (solo territoriale), Molise, Campania, Puglia Basilicata, Calabria, Sardegna e Sicilia.
- il 1º gennaio 2022 COMFOPSUD perde la Divisione Acqui, le funzioni infrastrutturali, accentrate al Comando Genio, mentre il CME Sardegna passa alle dipendenze del Comando Militare della Capitale in Roma.

Dall’atto della costituzione il COMFOPSUD continua ad approntare le sue Unità per l’impiego in tutti i teatri operativi all’estero, essere responsabile delle operazioni di ordine pubblico in concorso alle forze di polizia (Operazione "Strade Sicure" e "Terra dei Fuochi") nelle regioni di competenza territoriale ove concorre alle operazioni di soccorso per pubbliche calamità e anti COVID.
Il 30 marzo 2023 nel giardino del Comando, con Gariwo la foresta dei Giusti è stato inaugurato il Giardino dei Giusti Militari.

## Enti dipendenti

### Comando
- Comandante;
- Vice Comandante per il Territorio;
- Capo di Stato Maggiore;
  - Reparto Comando;
  - Ufficio Affari Generali;
  - Ufficio Giuridico Legale;
  - Stato Maggiore;

### Reparti operativi
- Brigata meccanizzata "Granatieri di Sardegna"
- Brigata meccanizzata "Aosta"
- Brigata meccanizzata "Pinerolo"
- Brigata meccanizzata "Sassari"
- Brigata bersaglieri "Garibaldi"

### Comandi militari regionali
La Regione militare Sud comprende anche quattro comandi territoriali demoltiplicatori (Puglia, Basilicata, Calabria e Sicilia) coincidenti con cinque regioni dell'Italia meridionale. Di norma un Ente di questo tipo è retto da un Generale di Brigata o Colonnello con incarico del grado superiore.
I Comandi militari territoriali dell'Esercito, coordinano le attività legate al Reclutamento, alle Forze di Completamento e alla Promozione e Pubblica Informazione sul territorio.
In tale veste sono alla continua ricerca di sinergie con gli Enti locali per meglio mettere a disposizione del cittadino i servizi offerti dalla struttura militare locale.
Dai CME dipendono gli Uffici documentali, gli eredi degli ex distretti militari e dei centri documentali, svolgendo funzioni equiparate. Di norma sono posti sotto il comando di un colonnello.
I comandi risultano così strutturati:
- ex Comando Militare Esercito Campania
  - UDOC di Napoli (Il Centro è competente per la città metropolitana di Napoli e per la provincia di Avellino)
  - RAT di Caserta (Il Centro è competente per la provincie di Caserta e Benevento e per il Molise
  - RAT Salerno (Il Centro è competente per la provincia di Salerno e per la Basilicata)
- Comando Militare Esercito Puglia
  - UDOC di Bari (Il Centro è competente per la città metropolitana di Bari e per le provincie di Foggia e di Barletta-Andria-Trani)
  - RAT Lecce (Il Centro è competente per la provincie di Lecce, Brindisi e Taranto)
- Comando Militare Esercito Calabria
  - UDOC Catanzaro
- Comando Militare Esercito Basilicata
  - UDOC Potenza
- Comando Militare Esercito "Sicilia"
  - UDOC Palermo (Il Centro è competente per la città metropolitana di Palermo e per le provincie di Trapani, di Agrigento e di Caltanissetta)
  - RAT Catania (Il Centro è competente per le città metropolitana di Catania e di Messina e per le provincie di Siracusa, di Ragusa e di Enna)

## Comandanti
- Generale di corpo d'armata Francesco De Leverano (4 luglio 2016 - 2 febbraio 2018)
- Generale di corpo d'armata Rosario Castellano (2 febbraio 2018 - 2 ottobre 2020)
- Generale di corpo d'armata Giuseppenicola Tota (2 ottobre 2020 - 7 giugno 2023)
- Generale di corpo d'armata Giovanni Maria Ianucci (8 giugno 2023 -12 ottobre 2023)
- Generale di divisione Claudio Minghetti (13 ottobre 2023 - 08 aprile 2024)
- Generale di Corpo d'Armata Angelo Michele Ristuccia (08 aprile 2024 - 19 marzo 2025)
- Generale di Divisione Andrea Di Stasio (20 marzo 2025 in carica)